# Alvarado (Messico)
Alvarado è una municipalità dello stato di Veracruz, nel Messico centrale, il cui capoluogo è la località omonima.
Conta 52.927 abitanti (2015) e ha una estensione di 825,75 km². 		
Il nome della località è dedicato a Pedro de Alvarado, condottiero spagnolo e governatore del Guatemala.